# 方顺桥
方顺桥，位于中国河北省保定市满城区方顺桥村，为保定市满城区的一个全国重点文物保护单位，类型为古建筑，公布时间为2013年5月。
方顺桥的历史年代为宋—明。